# Уэст, Эд
Эд Уэст (англ. Ed West; 30 октября 1983, Олонгапо) — американский боец смешанного стиля, представитель лёгкой и легчайшей весовых категорий. Выступает на профессиональном уровне начиная с 2003 года, известен по участию в турнирах таких бойцовских организаций как Bellator, WSOF, IFL, RITC, был претендентом на титул чемпиона Bellator в легчайшем весе.

## Биография
Эд Уэст родился 30 октября 1983 года в городе Олонгапо на Филиппинах — его родители находились здесь как военнослужащие ВМФ США. В возрасте семи лет вместе с семьёй уехал на постоянное жительство в Америку, в девять лет под впечатлением от фильмов Жан-Клода Ван Дамма начал интересоваться боевыми искусствами: практиковал карате, тхэквондо, кунг-фу. В шестнадцать лет по совету одного специалиста стал готовиться к выступлению в смешанных единоборствах, проходил подготовку во время обучения в университете в городе Тусон, где впоследствии получил учёную степень в области диетологии и спортивной медицины.
Дебютировал в ММА на профессиональном уровне в марте 2003 года, в первом же раунде с помощью «рычага локтя» заставил соперника сдаться. Начинал бойцовскую карьеру в небольшом американском промоушене Rage in the Cage, одержал здесь восемь побед и завоевал титул чемпиона в лёгкой весовой категории, дрался преимущественно на территории штата Аризона. Первое в карьере поражение потерпел в марте 2004 года на турнире SuperBrawl, проиграв техническим нокаутом Харрису Сармиэнто.
В 2006 году подписал контракт с организацией International Fight League, но успеха здесь не добился, проиграв решением судей всем троим соперникам. Уэст выступал в лёгкой весовой категории и часто выходил в клетку против соперников, значительно превосходящих его в габаритах. В конечном счёте он всё же решил сбросить вес и спустился легчайшую весовую категорию. Смена весовой категории принесла свои плоды, так, он одержал несколько побед подряд, в том числе завоевал и защитил титул чемпиона Desert Rage.
Имея в послужном списке тринадцать побед и только четыре поражения, в 2010 году Эд Уэст привлёк к себе внимание крупной американской организации Bellator Fighting Championships и сразу стал участником гран-при третьего сезона в легчайшем весе. На стадиях четвертьфиналов и полуфиналов благополучно прошёл Брайана Голдсби и Хосе Вегу соответственно, но в решающем финальном поединке, который также имел статус титульного, по итогам пяти раундов единогласным судейским решением проиграл Заку Маковски — таким образом прервалась его серия из семи побед подряд. В дальнейшем выступал в пятом и шестом сезонах гран-при легчайшего веса, где был остановлен бразильцами Эдуарду Дантасом и Маркусом Галваном. Последний раз выступал в клетке Bellator в сентябре 2014 года, проиграл нокаутом соотечественнику Майку Ричмену и стал после этого свободным агентом.
В марте 2015 года на турнире World Series of Fighting встретился с россиянином Тимуром Валиевым и уступил ему техническим нокаутом в первом же раунде. Позже довольно успешно выступал в различных малоизвестных американских промоушенах, в том числе возвращался в клетку Rage in the Cage, где когда-то начинал карьеру бойца.

## Статистика в профессиональном ММА
| Боёв 32  | Побед 22 | Поражений 10 |
| -------- | -------- | ------------ |
| Нокаутом | 1        | 3            |
| Сдачей   | 12       | 1            |
| Решением | 9        | 6            |

| Результат | Рекорд | Соперник               | Способ                 | Турнир                                          | Дата             | Раунд | Время | Место                 | Примечание                                                 |
| --------- | ------ | ---------------------- | ---------------------- | ----------------------------------------------- | ---------------- | ----- | ----- | --------------------- | ---------------------------------------------------------- |
| Победа    | 22–10  | Крис Эрнандес          | Сдача (треугольник)    | Ringside Promotions: Cage Rage at the Diamond 2 | 16 июля 2016     | 1     | 0:29  | Сауарита, США         |                                                            |
| Победа    | 21–10  | Роман Саласар          | Единогласное решение   | Aggression Session 3: Another One               | 18 июня 2016     | 3     | 5:00  | Скоттсдейл, США       |                                                            |
| Победа    | 20–10  | Хосе Карбахаль         | Сдача (удушение сзади) | Rage in the Cage 179                            | 15 августа 2015  | 1     | 3:05  | Юма, США              |                                                            |
| Поражение | 19–10  | Тимур Валиев           | TKO (удары руками)     | WSOF 19                                         | 28 марта 2015    | 1     | 1:39  | Финикс, США           |                                                            |
| Поражение | 18–9   | Майк Ричмен            | KO (удары руками)      | Bellator 126                                    | 26 сентября 2014 | 1     | 2:44  | Финикс, США           |                                                            |
| Поражение | 18–8   | Антонио Дуарте         | Сдача (анаконда)       | Mexico Fighter 5                                | 15 февраля 2014  | 1     | 4:42  | Эрмосильо, Мексика    |                                                            |
| Победа    | 18–7   | Джош Монтойя           | KO (ногой в голову)    | Bellator 91                                     | 28 февраля 2013  | 2     | 2:51  | Рио-Ранчо, США        |                                                            |
| Поражение | 17–7   | Маркус Галван          | Единогласное решение   | Bellator 65                                     | 13 апреля 2012   | 3     | 5:00  | Атлантик-Сити, США    | Четвертьфинал гран-при 6 сезона Bellator в легчайшем весе. |
| Поражение | 17–6   | Эдуарду Дантас         | Раздельное решение     | Bellator 55                                     | 22 октября 2011  | 3     | 5:00  | Юма, США              | Полуфинал гран-при 5 сезона Bellator в легчайшем весе.     |
| Победа    | 17–5   | Луис Ногейра           | Единогласное решение   | Bellator 51                                     | 24 сентября 2011 | 3     | 5:00  | Кантон, США           | Четвертьфинал гран-при 5 сезона Bellator в легчайшем весе. |
| Победа    | 16–5   | Сэм Родригес           | Сдача (рычаг локтя)    | Desert Rage Full Contact Fighting 9             | 18 марта 2011    | 1     | 1:22  | Юма, США              | Защитил титул чемпиона Desert Rage в легчайшем весе.       |
| Поражение | 15–5   | Зак Маковски           | Единогласное решение   | Bellator 32                                     | 14 октября 2010  | 5     | 5:00  | Канзас-Сити, США      | Бой за титул чемпиона Bellator в легчайшем весе.           |
| Победа    | 15–4   | Хосе Вега              | Раздельное решение     | Bellator 30                                     | 23 сентября 2010 | 3     | 5:00  | Луисвилл, США         | Полуфинал гран-при 3 сезона Bellator в легчайшем весе.     |
| Победа    | 14–4   | Брайан Голдсби         | Единогласное решение   | Bellator 27                                     | 2 сентября 2010  | 3     | 5:00  | Сан-Антонио, США      | Четвертьфинал гран-при 3 сезона Bellator в легчайшем весе. |
| Победа    | 13–4   | Тайлер Бялецки         | Сдача (треугольник)    | Desert Rage Full Contact Fighting 7             | 24 апреля 2010   | 1     | 1:25  | Юма, США              | Выиграл титул чемпиона Desert Rage в легчайшем весе.       |
| Победа    | 12–4   | Хосе Карбахаль         | Сдача (гильотина)      | Desert Rage Full Contact Fighting 6             | 7 ноября 2009    | 1     | 1:38  | Юма, США              | Дебют в легчайшем весе.                                    |
| Победа    | 11–4   | Дел Хокинс             | Единогласное решение   | Apocalypse Fights 1                             | 7 августа 2008   | 3     | N/A   | США                   |                                                            |
| Победа    | 10–4   | Остин Паскуччи         | Сдача (рычаг локтя)    | Rage in the Cage 109                            | 26 апреля 2008   | 2     | 0:28  | Тусон, США            |                                                            |
| Победа    | 9–4    | Ник Хедрик             | Сдача (удушение сзади) | Cage Supremacy 2                                | 22 июля 2007     | 1     | 2:26  | Тусон, США            |                                                            |
| Поражение | 8–4    | Сэвент Янг             | Единогласное решение   | IFL: Houston                                    | 2 февраля 2007   | 3     | 4:00  | Хьюстон, США          |                                                            |
| Поражение | 8–3    | Эрик Оуингс            | Единогласное решение   | IFL: Championship Final                         | 29 декабря 2006  | 3     | 4:00  | Анкасвилл, США        |                                                            |
| Поражение | 8–2    | Крис Ходорецки         | Единогласное решение   | International Fight League: Portland            | 9 сентября 2006  | 3     | 4:00  | Portland, Oregon, США | Лучший бой вечера.                                         |
| Победа    | 8–1    | Карлос Ортега          | Единогласное решение   | RITC 79: The Rage Returns                       | 24 февраля 2006  | 3     | 3:00  | Тусон, США            | Выиграл титул чемпиона RITC в лёгком весе.                 |
| Победа    | 7–1    | Рейналдо Уолтер Дуарте | Раздельное решение     | RITC 76: Hello Tucson                           | 11 ноября 2005   | 3     | 3:00  | Тусон, США            |                                                            |
| Победа    | 6–1    | Крис Дэвид             | Единогласное решение   | RITC 64: Heart & Soul                           | 7 августа 2004   | 3     | 3:00  | Финикс, США           |                                                            |
| Победа    | 5–1    | Амос Сотело            | Сдача (кимура)         | RITC 61: Relentless                             | 30 апреля 2004   | 1     | 1:01  | Финикс, США           |                                                            |
| Поражение | 4–1    | Харрис Сармиэнто       | TKO (удары руками)     | SuperBrawl 34                                   | 28 марта 2004    | 1     | 2:08  | Уэйлуку, США          |                                                            |
| Победа    | 4–0    | Карлос Ортега          | Единогласное решение   | RITC 59: Let the Punishment Begin               | 7 февраля 2004   | 3     | 3:00  | Каса-Гранде, США      |                                                            |
| Победа    | 3–0    | Трой Толберт           | Сдача (рычаг локтя)    | RITC 57: Tucson Revisited                       | 13 декабря 2003  | 1     | 0:34  | Тусон, США            |                                                            |
| Победа    | 2–0    | Джо Вигил              | Сдача (рычаг локтя)    | RITC 47: Unstoppable                            | 12 апреля 2003   | 1     | 1:57  | Финикс, США           |                                                            |
| Победа    | 1–0    | Трой Толберт           | Сдача (рычаг локтя)    | RITC 46: Launching Pad                          | 27 марта 2003    | 1     | 1:16  | Темпе, США            |                                                            |